# Ковальське (Нижньосілезьке воєводство)
Ковальське (пол. Kowalskie) — село в Польщі, у гміні Кондратовиці Стшелінського повіту Нижньосілезького воєводства.
Населення — 184 особи (2011).
У 1975-1998 роках село належало до Вроцлавського воєводства.

## Демографія
Демографічна структура станом на 31 березня 2011 року:
|          | Загалом | Допрацездатний вік | Працездатний вік | Постпрацездатний вік |
| -------- | ------- | ------------------ | ---------------- | -------------------- |
| Чоловіки | 90      | 20                 | 61               | 9                    |
| Жінки    | 94      | 15                 | 53               | 26                   |
| Разом    | 184     | 35                 | 114              | 35                   |